# البوهيمية (أغنية)
البوهيمي هي أغنية منفردة صدرت في عام 1965 للمغني الفرنسي من أصل أرميني تشارلز أزنافور بمشاركة الكاتب جاك بلانت. تعد الأغنية من كلاسيكيات الأغنية الفرنسية الأكثر شهرة على الإطلاق.
وتحكي كلمات الأغنية قصة رسام يتذكر بحنين شبابه البوهيمي على مرتفعات حي مونمارتر الباريسي الراقي.

## إعادة التوزيع
- سنة 1997 قامت مجموعة دوبستار الإنجليزية بإدماج الأغنية في ألبوم وداعا باللغة الإنجليزية.[1]
- سنة 2010، قام الموزع والمنتج الشيلي نيكولاس جار باستخدام الأغنية في العديد من إدماجاته وحفلاته الحية.[2]
- سنة 2014 أدى المغني الشاب كينجي جيراك الأغنية في ألبوم يضم جل أغاني صاحبها تشارلز أزنافور وذلك تكريما له.
- في عام 2015، تم دمجها من قبل جان فيليب غونكالفيس للفيلم ديموليشن للمخرج جين-مارك فالي[3] · [4]